# Soż (osiedle)
Soż (biał. Сож; ros. Сож, Soż) – osiedle na Białorusi, w obwodzie homelskim, w rejonie homelskim, w sielsowiecie Ciareszkawiczy.